# Усигомэ-Кагурадзака (станция)
Станция Усигомэ-Кагурадзака (яп. 牛込神楽坂駅 усигомэ кагурадзака эки) — железнодорожная станция на линии Оэдо расположенная в специальном районе Синдзюку, Токио. Станция обозначена номером E-05. На станции установлены автоматические платформенные ворота.

## Планировка станции
Одна платформа островного типа и 2 пути.
| 1 | ○ Линия Оэдо | Тотёмаэ (Пересдка на Тотёмаэ до станций Нэрима, Хикаригаока и Роппонги) |
| 2 | ○ Линия Оэдо | Иидабаси, Рёгоку                                                        |

## Близлежащие станции
| «               |  | Линия      |  | »        |
| --------------- |  | ---------- |  | -------- |
| Усигомэ-Янагитё |  | Линия Оэдо |  | Иидабаси |